# NGC 4636
NGC 4636 (другие обозначения — UGC 7878, MCG 1-32-137, ZWG 43.2, VCC 1939, PGC 42734) — эллиптическая галактика (E) в созвездии Дева.
Этот объект входит в число перечисленных в оригинальной редакции «Нового общего каталога».
В галактике вспыхнула сверхновая SN 1939A  типа Ia. Её пиковая видимая звёздная величина составила 11,9.